# St Thomas’s Episcopal Church

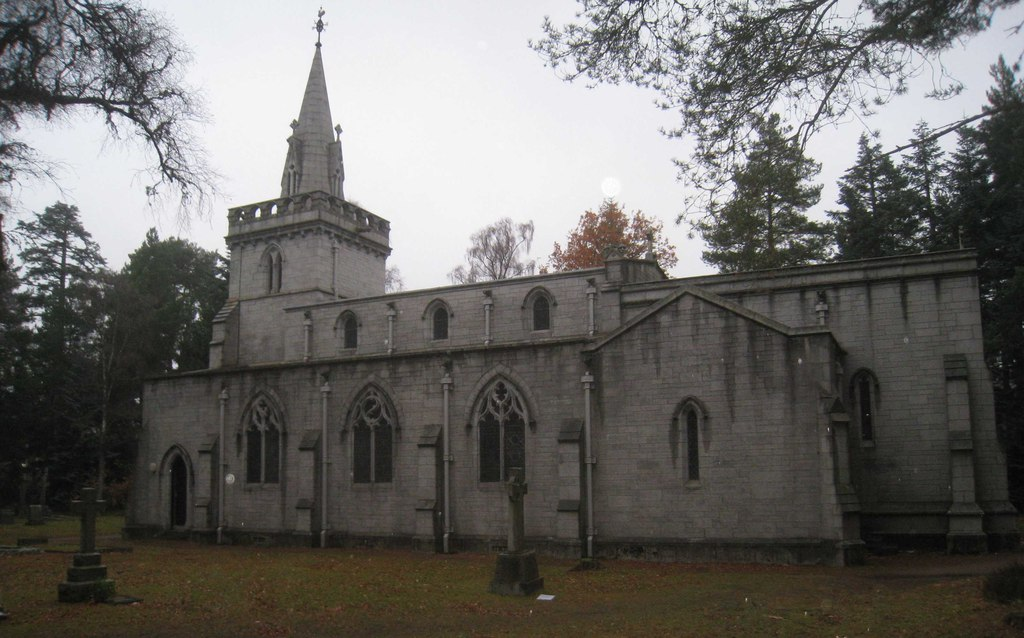
St Thomas’s Episcopal Church

Die St Thomas’s Episcopal Church ist ein episkopalkirchliches Kirchengebäude der Scottish Episcopal Church in der schottischen Ortschaft Aboyne in der Council Area Aberdeenshire. 2000 wurde das Bauwerk in die schottischen Denkmallisten in der höchsten Denkmalkategorie A aufgenommen.

## Geschichte
Es war der Textilfabrikant George Coats, 1. Baron Glentanar, welcher den Bau der ersten Episkopalkirche in Aboyne stiftete. Seine Frau Margaret legte 1907 den Grundstein. Für den Entwurf zeichnet das aus Largs stammende Architekturbüro Fryers & Penman verantwortlich. Nach Abschluss der Arbeiten 1909 konsekrierte der Bischof des Bistums Aberdeen and Orkney die Kirche. Die Bleiglasfenster stammen aus verschiedenen Epochen. Die ältesten wurden 1584 gefertigt; andere im frühen 17. Jahrhundert. Es wurden jedoch auch neue Fenster gefertigt, welche das Wappen Coats’ zeigen. Das Geläut goss John Warner aus London. Die Orgel stammt von Abbott & Smith.

## Beschreibung
Das neogotische Kirchengebäude steht an der Ballater Road, der Hauptverkehrsstraße von Aboyne (A93). Es handelt sich weitgehend um eine Kopie der prä-reformatorischen Marienkirche in Burrough on the Hill im englischen Leicestershire. Die wesentlichen Unterschiede sind die Länge des Chors, die Gestaltung der Maßwerke sowie die Verwendung von Granit anstelle von Sandstein. Das spitzbogige, zweiflüglige Eingangsportal befindet sich an der langen, asymmetrisch aufgebauten Nordseite in einem aus dem Seitenschiff hervorspringenden Bauteil. Maßwerke entlang des Seitenschiffs flankieren den Eingang.
Die Südfassade ist mit drei Maßwerken und kleineren Spitzbogenfenstern im Obergaden ausgestaltet. Die hervortretende Sakristei sowie der Chor werden durch schmale Lanzettfenster beleuchtet. Links ist eine Tür eingelassen. Der ostexponierte Chor schließt mit einem großen Maßwerk und einem giebelständigen Steinkreuz. Am dreistufigen Glockenturm sind Lanzettfenster teils zu Zwillingen gekuppelt. Er ist mit Strebepfeilern und einer auskragenden steinernen Balustrade ausgeführt. In den spitzen Helm sind Lukarnen eingelassen. Er schließt mit einer Wetterfahne.